# Bo Sjögren
Bo Göran Sjögren, född 21 april 1934 i Bollnäs, död 18 januari 2019, var en svensk socialassistent och författare.

## Biografi
Sjögren författade flera idrottsromaner som i mycket baserades på hans eget liv och framförallt hans karriär som hockeyspelare på elitnivå. Efter karriärens slut var han under många år aktiv som hockeytränare.
Sjögren levde större delen av sitt vuxna liv i Sundsvall, men flera av hans böcker beskriver miljöer i Bollnäs, speciellt från hans uppväxttid på 1940- och 1950-talet. Han var en engagerad socialarbetare och var under många år tidningsredaktör för Sundsvalls kommuns personaltidning Skopet.
Tillsammans med hustrun Eva fick Bo Sjögren fyra söner.

## Priser och utmärkelser
- 1979 – Rörlingstipendiet[3]